# Observatoire de Hoher List
L'observatoire de Hoher List (allemand : Observatorium Hoher List) est un  observatoire astronomique situé à environ 60 kilomètres au sud de Bonn, en en Allemagne, près de la ville de Daun, dans le massif de l'Eifel. L'observatoire est exploité par l'Institut Argelander d'Astronomie de l'Université de Bonn jusqu'à ce qu'il soit fermé en 2012.

## Historique
Jusque dans les années 1940, les observations astronomiques de Bonn sont réalisées principalement à partir de l'ancien observatoire Argelander dans Bonn même. Avec de plus en plus d'éclairage électrique dans la ville, le ciel de la nuit y devient de plus en plus lumineux, rendant les observations difficiles. En recherche d'un autre emplacement, en 1950, la colline de Hoher List au-dessus du village de Schalkenmehren se trouve à être bien adaptée pour l'observation astronomique. Le ciel rural signifiait une très faible luminosité et on décide de déplacer les télescopes de Bonn. Le nouvel observatoire est inauguré en 1954, avec des télescope de Schmidt  de 50 cm installés dans le premier dôme. Une extension importante en 1964 inclut le déplacement de la lunette double, qui date de 1899. La coupole finale à être érigée contient un télescope Cassegrain de 1 m, le plus grand et le plus moderne des télescopes de l'observatoire. Aujourd'hui, il y a six télescopes à l'observatoire. À part la lunette double, il y a la lunette Schröder de 16 cm, qui a été utilisée pour la Cordoba Durchmusterung (l'extension sud de la Bonner Durchmusterung).

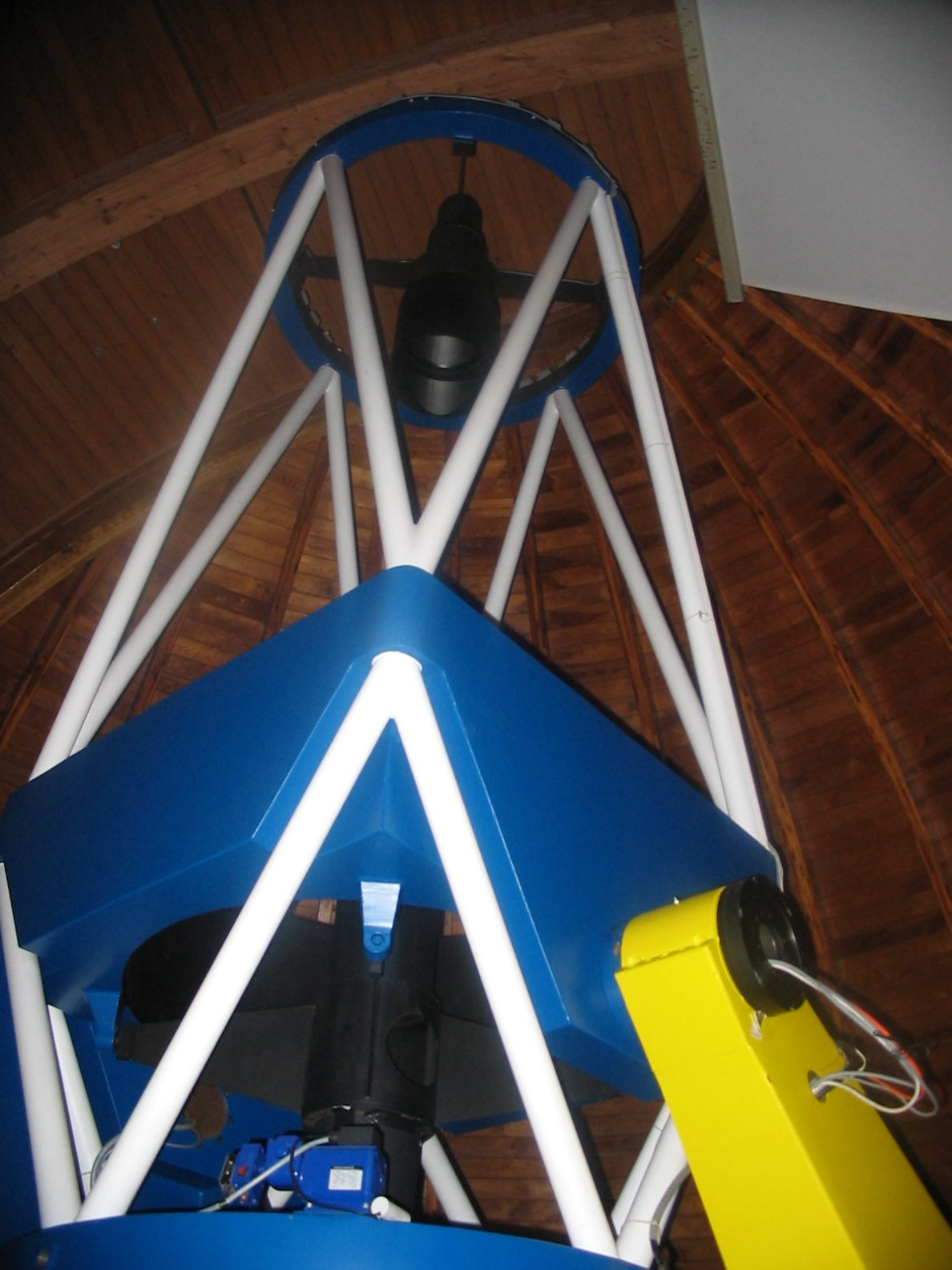
Télescope de 1 mètre.

L'observatoire a été une station de l'Institut Argelander d'Astronomie de l'Université de Bonn. De nombreux étudiants y ont obtenu leur diplôme ou doctorat et d'importants travaux scientifiques d'astrométrie et de photométrie d'étoiles de la Voie Lactée ont été réalisés. Jusqu'à sa fermeture en 2012, l'Observatoire de Hoher Liste perd de son importance scientifique, comme les observations en Eifel deviennent plus difficiles. La luminosité du ciel s'est beaucoup accrue et les conditions météorologiques ne sont pas comparables avec celles des observatoires du Chili ou des États-unis. L'Observatoire Hoher List fournit la partie pratique de la formation des élèves et un environnement de laboratoire pour développer des instruments d'astronomie et de pièces, qui peuvent ensuite être déployés sur les télescopes, par exemple, en Espagne ou au Chili.
Depuis 2007, le télescope de 1 m est une fois de plus utilisé pour la recherche actuelle pour la HOLIGRAIL (Hoher Liste de Lentille Gravitationnelle).
En 2012, l'Université de Bonn ferme l'observatoire et les activités scientifiques ne s'y font plus. L'observatoire a été placé sous statut de lieu historique national de conservation.
L'Association de Hoher List, qui a été formée afin de soutenir et de préserver  l'Observatoire de Hoher List, propose des visites guidées de l'observatoire, ainsi que  des conférences publiques mensuelles sur l'astronomie.